# Homolobus bicolor
Homolobus bicolor är en stekelart som beskrevs av Van Achterberg 1979. Homolobus bicolor ingår i släktet Homolobus och familjen bracksteklar. Inga underarter finns listade i Catalogue of Life.